# اسرائیل جریز
اسرائیل جریز (انگلیسی: Israel Jerez؛ زادهٔ ۸ اوت ۱۹۸۶) بازیکن فوتبال اهل اسپانیا است.
از باشگاه‌هایی که در آن بازی کرده‌است می‌توان به باشگاه فوتبال گرانادا اشاره کرد.